# 楊松賀
楊松賀（1967年—），男，河南舞陽人，中华人民共和国企业家，漯河银鸽实业集团有限公司及股份有限公司董事長及總經理。

## 生平
杨松贺畢業於華中師範大學歷史系歷史文獻學專業，获中國人民大學經濟學碩士學位。
1990年委任深圳市蛇口企業集團職工、投資開發部經理工作，直至1992年。之後開始委任深圳怡博生物電子有限公司總經理助理、深圳裕田投資公司總經理、深圳茂源投資發展公司董事長助理，1999年11月委任人民日報下屬深圳證券時報懷遠廣告公司副總經理。2001年12月，委任漯河银鸽实业集团有限公司及股份有限公司董事長及總經理。另外中途委任漯河市人民政府副秘書長，以及政協漯河市委員會副主席。